# Chemtrails over the Country Club (canción)
Chemtrails Over The Country Club es una canción de la cantante y escritora estadounidense Lana Del Rey lanzada como sencillo de su séptimo álbum de estudio del mismo nombre. La canción producida y escrita por Del Rey junto a Jack Antonoff fue lanzada el 11 de enero de 2021.
De acuerdo a Del Rey, eligió Chemtrails Over The Country Club como la canción principal del álbum porque menciona a «todas» sus «estupendas amigas» («de quienes trata gran parte del álbum») y «hermosos hermanos», además mencionó «querer tanto ser normal y darse cuenta de que cuando tienes una mente hiperactiva y excéntrica, una grabación como Chemtrails es justo lo que obtendrás».

## Vídeo musical
El vídeo musical de la canción fue dirigido por el dúo BRTHR formado por Alex Lee y Kyle Wrightman. y presenta también a «Del Rey», su hermana Chuck Grant y sus novias Dakota Raine, Valerie Vogt y Alexandria Kaye. Se estrenó en YouTube el 11 de enero de 2021.

## Posicionamiento en listas
| Lista (2021)                                | Mejor posición |
| ------------------------------------------- | -------------- |
| Bélgica (Flandes) (Ultratip Bubbling Under) | 5              |
| Estados Unidos Rock Songs (Billboard)       | 15             |
| Global 200 (Billboard)                      | 154            |
| Grecia (IFPI)                               | 10             |
| Hungría (Single Top 40)                     | 21             |
| Irlanda (IRMA)                              | 44             |
| Nueva Zelanda Hot Singles (RMNZ)            | 19             |
| Portugal (AFP)                              | 130            |
| Reino Unido (UK Singles Chart)              | 58             |
| Suecia Heatseeker (Sverigetopplistan)       | 4              |
| Suiza (Schweizer Hitparade)                 | 94             |

## Historial de lanzamiento
| Región      | Fecha               | Formato                | Discográfica | Ref.          |
| ----------- | ------------------- | ---------------------- | ------------ | ------------- |
| Italia      | 22 de enero de 2021 | Contemporary hit radio | Universal    | [ 19 ]        |
| Reino Unido | 15 de enero de 2021 | Contemporary hit radio | Polydor      | [ 20 ]        |
| Varios      | 11 de enero de 2021 | Descarga digital       | Interscope   | [ 21 ] [ 22 ] |